# Georg Voigdt
Georg Voigdt var en tysk hovkonstvävare från Alt Stettin verksam under senare delen av 1600-talet.
Voigdt inkallades till Sverige 1672 för att träda i Hedvig Eleonoras tjänst på Drottningholms slott. Enligt anställningsvillkoren skulle han väva guld- silver- och silkestapeter samt damast och linne samt medföra egna verktyg till Sverige mot att han fick fri bostad på Drottningholm och betalt efter utfört arbete. Hans pass utfärdades 1673 men det är osäkert om han nådde Stockholm eftersom inga av hans arbeten är kända i Sverige.  